# Ga Ssangyong
Ga Ssangyong là ga tàu điện ngầm trên Tuyến 1 của Tàu điện ngầm Seoul. Nó được mở cửa vào tháng 12 năm 2008.

## Bố trí ga
| ↑ Bongmyeong ↓ |
| \| ２          |
| ↑ Asan ↓       |

| １ | ●Tuyến 1 | Địa phương·Tốc hành | ← Hướng đi Cheonan · Pyeongtaek · Suwon · Guro                     |
| ２ | ●Tuyến 1 | Địa phương·Tốc hành | → Hướng đi Asan · Tangjeong · Bangbae · Onyangoncheon · Sinchang → |